# خوک (فیلم ۱۹۹۸)
«خوک» (انگلیسی: Pig (1998 film)) فیلمی در ژانر ترسناک به کارگردانی رز ویلیامز است که در سال ۱۹۹۸ منتشر شد. از بازیگران آن می‌توان به رز ویلیامز اشاره کرد.